# Bāgh-e Sangī
Bāgh-e Sangī (persiska: باغ سنگی, Bāgh Sangī) är en ort i Iran.   Den ligger i provinsen Khorasan, i den östra delen av landet, 900 km öster om huvudstaden Teheran. Bāgh-e Sangī ligger 1 328 meter över havet och antalet invånare är 109.
Terrängen runt Bāgh-e Sangī är kuperad, och sluttar söderut.Runt Bāgh-e Sangī är det mycket glesbefolkat, med 6 invånare per kvadratkilometer. Närmaste större samhälle är Mākhūnīk, 10,3 km norr om Bāgh-e Sangī. Trakten runt Bāgh-e Sangī är ofruktbar med lite eller ingen växtlighet.